# Lyssomanes patens
Lyssomanes patens är en spindelart som beskrevs av George William Peckham och Elizabeth Maria Gifford Peckham 1896. Lyssomanes patens ingår i släktet Lyssomanes och familjen hoppspindlar. Inga underarter finns listade i Catalogue of Life.